# Козлов Юрій Вікторович
Ю́рій Ві́кторович Козло́в (1973-2014) — старший солдат, Збройні сили України, учасник російсько-української війни.

## З життєпису
В часі війни — навідник-оператор, 40-й окремий мотопіхотний батальйон — 17-а окрема танкова бригада. Учасник боїв за місто Іловайськ в серпні 2014 року в складі 40-го БТрО «Кривбас».
9 лютого 2015-го помер у Харківському військовому шпиталі — напередодні зазнав важкого поранення при боях за Дебальцеве.
Вдома лишились дружина та дві доньки. Похований 12 лютого в Кривому Розі, у місті оголошено траур.

## Нагороди
За особисту мужність і героїзм, виявлені у захисті державного суверенітету та територіальної цілісності України, вірність військовій присязі під час російсько-української війни
- нагороджений орденом «За мужність» III ступеня (26.2.2015, посмертно).